# Шольн (кантон)
Шольн (фр. Chaulnes) — упраздненный кантон во Франции, регион Пикардия, департамент Сомма. Входил в состав округа Перонн.
В состав кантона входили коммуны (население по данным Национального института статистики за 2009 г.):
- Абленкур-Прессуар (261 чел.)
- Ассевиллер (285 чел.)
- Беллоу-ан-Сантерр (170 чел.)
- Берни-ан-Сантерр (152 чел.)
- Вермандовийе (131 чел.)
- Вовийе (278 чел.)
- Домпьерр-Бекенкур (626 чел.)
- Иянкур-ле-Гран (91 чел.)
- Лион (380 чел.)
- Омьекур (243 чел.)
- Пруаяр (622 чел.)
- Пюзо (244 чел.)
- Суаэкур (188 чел.)
- Фе (122 чел.)
- Фонтен-ле-Каппи (46 чел.)
- Фрамервиль-Ренекур (443 чел.)
- Френ-Мазанкур (117 чел.)
- Фукокур-ан-Сантерр (280 чел.)
- Шольн (1 948 чел.)
- Шуинь (118 чел.)
- Эрлевиль (132 чел.)
- Эстре-Деньекур (305 чел.)

## Экономика
Структура занятости населения:
- сельское хозяйство — 11,4 %
- промышленность — 15,4 %
- строительство — 7,1 %
- торговля, транспорт и сфера услуг — 55,1 %
- государственные и муниципальные службы — 11,1 %

## Политика
На президентских выборах 2012 г. жители кантона отдали в 1-м туре Марин Ле Пен 29,2 % голосов против 25,7 % у Николя Саркози и 25,3 у Франсуа Олланда, во 2-м туре в кантоне победил Саркози, получивший 50,7 % голосов (2007 г. 1 тур: Саркози  — 29,3 %, Сеголен Руаяль— 21,1 %; 2 тур: Саркози — 55,9 %). На выборах в Национальное собрание в 2012 г. по 5-му избирательному округу департамента Сомма они поддержали кандидата партии Новый центр, действующего депутата Стефана Демийи, получившего 46,8 % голосов в 1-м туре и 61,9 % голосов - во 2-м туре.
|  | Кандидат          | Партия             | % голосов |
|  | ----------------- | ------------------ | --------- |
|  | Филипп Шеваль     | Прочие правые      | 62,14     |
|  | Эрик Югантобле    | Зеленые            | 24,43     |
|  | Жан-Филипп Жарден | Национальный фронт | 13,44     |